# 1900年パリオリンピックのノルウェー選手団
1900年パリオリンピックのノルウェー選手団（1900ねんパリオリンピックのノルウェーせんしゅだん）は、1900年5月14日から10月28日にかけてフランスの首都パリで開催された1900年パリオリンピックのノルウェー選手団、およびその競技結果。

## 概要
今大会は銀メダル2個、銅メダル3個の合計5個のメダルを獲得した。

## メダル
| メダル | 選手名                           | 競技 | 種目       |
| ------ | -------------------------------- | ---- | ---------- |
| 銅     | カール・アルベルト・アンデルセン | 陸上 | 男子棒高跳 |